# Riikka Sirviö
Riikka Sirviö (née le 11 avril 1974) est une ancienne fondeuse finlandaise.

## Palmarès

### Championnats du monde
- Championnats du monde de 1997 à Trondheim  Norvège:
  -  Médaille de bronze en relais 4 × 5 km